# Denys Colomb de Daunant
Pour les articles homonymes, voir Daunant.
Denys Colomb de Daunant (Nîmes, 21 novembre 1922 - Nîmes, le 22 mars 2006) est un écrivain, poète, photographe et cinéaste connu pour être l'auteur et le coscénariste du film Crin-Blanc (1952) réalisé par Albert Lamorisse. Personnage hautement symbolique de la Camargue, aristocrate et dandy, il fut aussi manadier et hôtelier.

## Biographie

### Origines familiales
Fils d'Auguste Colomb de Daunant et de L. Carenou, Albin Théodore Denys Colomb de Daunant est issu d'une famille protestante du Gard, les Colomb de Daunant, grands propriétaires de terres, de mas agricoles et d'usines.

### Prisonnier des Franquistes
Sous l'Occupation, il fut contraint de fuir la France après avoir insulté un officier allemand. Il essaya de rejoindre l'armée française libre au Maroc, mais fut arrêté en passant la frontière pyrénéenne et jeté en prison par les Franquistes.

### Le manadier
À son retour en France, il acheta en 1947, à l'âge de 25 ans, le Mas de Cacharel, aux Saintes-Maries-de-la-Mer, et s'y installa. 
En 1948, il épousa Monique Bonis, petite-fille du marquis de Baroncelli-Javon, et monta sa propre manade avec la jumenterie de Baroncelli. C'est là qu'il vécut, entre ses nombreux voyages, pendant soixante ans, dans ce qui était une manade de taureaux et de chevaux réputée.
Outre manadier, Colomb de Daunant fut directeur des Arènes des Saintes-Maries-de-la-Mer, où il a lui-même toréé. En 1986, il remet le Prix des neuf muses au torero Curro Caro. En 1997, il présida la corrida du Rejón d'or, dans les arènes de Méjanes à Arles.

### L'aubergiste
En 1954, Denys Colomb de Daunant monte une auberge rustique  pour cavaliers (trois chambres, une table d'hôtes, mais sans eau courante, ni électricité, ni téléphone). L'historien d'art John Richardson rapporte, dans son livre The Sorcerer's Apprentice, que Colomb de Daunant s'attachait à perpétuer l'esprit du grand-père charismatique de son épouse et vivait et s'habillait comme du temps du marquis. Opposé aux poteaux électriques, il refusait l'électricité.
De trois chambres, l'hôtel passa à 10 chambres en 1962 et l'eau, l'électricité et le téléphone furent finalement posés entre 1966 et 1968.
En 1986, Denys Colomb de Daunant laissait la gestion de l'hôtel à son fils Florian.

### L'écrivain
Colomb de Daunant fut l'un des coauteurs, avec Albert Lamorisse, du scénario du court-métrage Crin-Blanc : le cheval sauvage, sorti sur les écrans en 1952, ainsi que coauteur, avec Albert Lamorisse, du roman de même nom paru en 1953. C'est avec ses chevaux que fut tourné Crin-Blanc tandis que le mas de Cacharel servit de lieu de tournage aux scènes de dressage et de combat.
Il fut également coauteur, avec l'écrivain Jean Proal, du livre Camargue – terre des chevaux et des taureaux sauvages, paru aux éditions Marguerat en 1955.

### Le photographe
En collaboration avec Pierre Aubanel, il publia en 1990 un recueil illustré, Les Derniers cavaliers du monde, où il fait montre de ses talents photographiques.

### Mort
Denys Colomb de Daunant meurt le 22 mars 2006, deux ans après la disparition de son épouse. Lui survivent deux enfants, Florian et Sylvie Colomb de Daunant.

## Publications
- Braco, livre illustré en héliogravure de 47 photographies, Éditions Julliard (1954)
- En collaboration avec Jean Proal, Camargue, livre illustré de 94 photographies, Éditions Marguerat (1955)
- La Nuit du Sagittaire, Au Diable Vauvert, Vauvert, 2006, 239 p.  (ISBN 2846261059 et 978-2846261050)

## Filmographie

### Comme réalisateur
- Glamador (1954) (également comme scénariste)
- Corrida interdite (1959)
- Le Songe des chevaux sauvages (1960) (également comme scénariste)
- L'Abrivade (1963)

### Comme acteur
- Crin-Blanc : le cheval sauvage (1953) (également comme scénariste)
- Aux frontières du possible (1974)
- Alerte au minotaure (1974)